# تشارلي وليامز (كاتب بريطاني)
تشارلي وليامز (بالإنجليزية: Charlie Williams)‏ (1971، ورسستر في المملكة المتحدة)؛ روائي بريطاني.